# Россана Подеста
Россана Подеста (італ. Rossana Podestà); (20 червня 1934 — 10 грудня 2013) — італійська акторка.

## Біографія
Россана народилася в Триполі, Лівія. Після Другої світової війни вона разом з батьками переїхала до Риму. У кіно вона найбільш відома за роллю Олени у фільмі «Олена Троянська» (1956). На цю роль також претендували Лана Тернер, Елізабет Тейлор та інші знамениті актриси, але режисер Роберт Уайз вибрав на цю роль саме Россанну, яка була майже невідома за межами Італії. Перед початком зйомок Россана багато тренувалася з репетитором англійської мови, так як зовсім не володіла нею. Вона продовжувала багато зніматися в романтичних фільмах і мелодрамах 1960 і 1970-х, А в 1985 році остаточно залишила кінематограф. Россана жила в містечку Дубіно в італійській провінції Сондріо. Була дружиною знаменитого альпініста і журналіста Вальтера Бонатті, померлого 13 вересня 2011.

## Фільмографія
- Strano appuntamento (1950)
- Domani è un altro giorno (1951)
- I sette nani alla riscossa (1951)
- 1951 Поліцейські та злодії / (Guardie e ladri) — Ліліана Боттоні
- Gli angeli del quartiere (1952)
- Io, Amleto (1952)
- Il moschettiere fantasma (1952)
- Don Lorenzo (1952)
- La voce del silenzio (1953)
- La rete (1953)
- Nosotros dos (1953)
- Fanciulle di lusso (1953)
- Viva la rivista! (1953)
- Addio, figlio mio! (1953)
- Le ragazze di San Frediano (1954)
- 1954 : Одіссея / (Ulisse) — Навсікая
- Canzoni di tutta Italia (1955)
- Non scherzare con le donne (1955)
- Elena di Troia (1956)
- Santiago (1956)
- L'isola dei pirati (1957)
- Playa prohibida (1958)
- La spada e le croce (1958)
- Vento di passioni (1958)
- L'isola in capo al mondo (1959)
- Un vaso di whisky (1959)
- La furia dei barbari (1960)
- La grande vallata] (1961)
- Sodoma e Gomorra (1962)
- L'arciere delle mille e una notte (1962)
- 1963 Нюрнберзька діва / (La vergine di Norimberga) — Мері Гантер
- F.B.I. operazione Baalbek (1964)
- Le ore nude (1964)
- Sette uomini d'oro (1965)
- Il grande colpo dei sette uomini d'oro (1966)
- Il prete sposato (1970)
- Homo Eroticus (1971)
- L'uccello migratore (1972)
- Paolo il caldo (1973)
- Il gatto mammone (1975)
- Il letto in piazza (1976)
- 1977 Хліб, масло і варення / (Pane, burro e marmellata) — Сімона
- Sette ragazze di classe (1979)
- Tranquille donne di campagna (1980)
- 1980 Недільні коханці / (I seduttori della domenica) — Клара
- Hercules[en] (1983)
- Segreti segreti (1985)

## Джерело
- Сторінка в інтернеті [Архівовано 29 листопада 2013 у Wayback Machine.]